# Sở Thanh vương
Sở Thanh vương (chữ Hán: 楚聲王, trị vì 407 TCN-401 TCN), hay Sở Thanh Hoàn vương (楚聲桓王), tên thật là Hùng Đương (熊當), là vị vua thứ 35 của nước Sở - chư hầu nhà Chu trong lịch sử Trung Quốc.
Ông là con của Sở Giản vương, vua thứ 34 của nước Sở. Năm 408 TCN, Sở Giản vương mất, ông lên nối ngôi, tức là Sở Thanh vương.
Theo Sử ký, dưới thời Thanh vương loạn đảng nổi lên khắp nơi, chính sự nước Sở suy kém và đi đến rối loạn.
Năm 401 TCN, Sở Thanh vương bị lực lượng chống đối sát hại, quý tộc nước Sở lập con ông là Hùng Nghi lên ngôi, tức Sở Điệu Vương.